# スターまねマネ大会
『スターまねマネ大会』（スターまねマネたいかい）は、1973年8月3日から同年9月28日までフジテレビ系列局で放送されていたフジテレビ製作のバラエティ番組である。全9回。放送時間は毎週金曜 19:00 - 19:30 （日本標準時）。

## 概要
ものまねのプロや一般からの参加者たちが、各回の出演歌手のものまねに挑戦していた視聴者参加型番組。主に首都圏の公会堂を使っての公開放送を行っていた。番組は、「スター歌まねマネ大会」と「まねマネ教室」の2コーナーで構成されていた。

## 出演者

### 司会
- 三波伸介

### 出演歌手
- 山本リンダ
- 西城秀樹
- 由美かおる
- 和田アキ子
- 美空ひばり
- 五木ひろし
- 鶴間エリ
- つなき&みどり
- 山口百恵
- 南沙織
- キャロライン洋子
- ほか

## 放送局
- フジテレビ（制作局）：金曜 19:00 - 19:30
- 北海道文化放送：金曜 19:00 - 19:30[1]
- 新潟放送：金曜 18:00 - 18:30[2]
- 富山テレビ：金曜 19:00 - 19:30[3]
- 石川テレビ：金曜 19:00 - 19:30[3]
- 福井テレビ：金曜 19:00 - 19:30[3]
- 岡山放送

## 参考資料
- 読売新聞縮刷版[どれ?]

| フジテレビ系列 金曜19:00枠                                   | フジテレビ系列 金曜19:00枠                          | フジテレビ系列 金曜19:00枠                     |
| 前番組                                                       | 番組名                                              | 次番組                                         |
| ------------------------------------------------------------ | --------------------------------------------------- | ---------------------------------------------- |
| GO!GOスカイヤー 大空の勇者 （1973年5月18日 - 1973年7月27日） | スターまねマネ大会 （1973年8月3日 - 1973年9月28日） | ボクは女学生 （1973年10月5日 - 1974年3月29日） |